# Bilirubina
Bilirubina (z łac. bilis – żółć, ruber – czerwony) – pomarańczowoczerwony barwnik żółciowy ssaków, produkt rozpadu hemu hemoglobiny i innych hemoprotein. Wzrost stężenia bilirubiny we krwi i tkankach może powodować zażółcenie skóry i białkówki oczu, czyli żółtaczkę. Barwnik ten wykryty został także u roślin z rodzaju strelicja.

## Przemiany i znaczenie bilirubiny
U ssaków, w tym u człowieka, bilirubina powstaje wskutek degradacji części porfirynowej hemu, po uprzednim wyłączeniu i zmagazynowaniu jonu żelaza. Degradacja hemu prowadzi do powstania zielonkawej biliwerdyny, która następnie ulega redukcji do bilirubiny przy udziale enzymu – reduktazy biliwerdynowej – i NADPH (dawcy protonu):

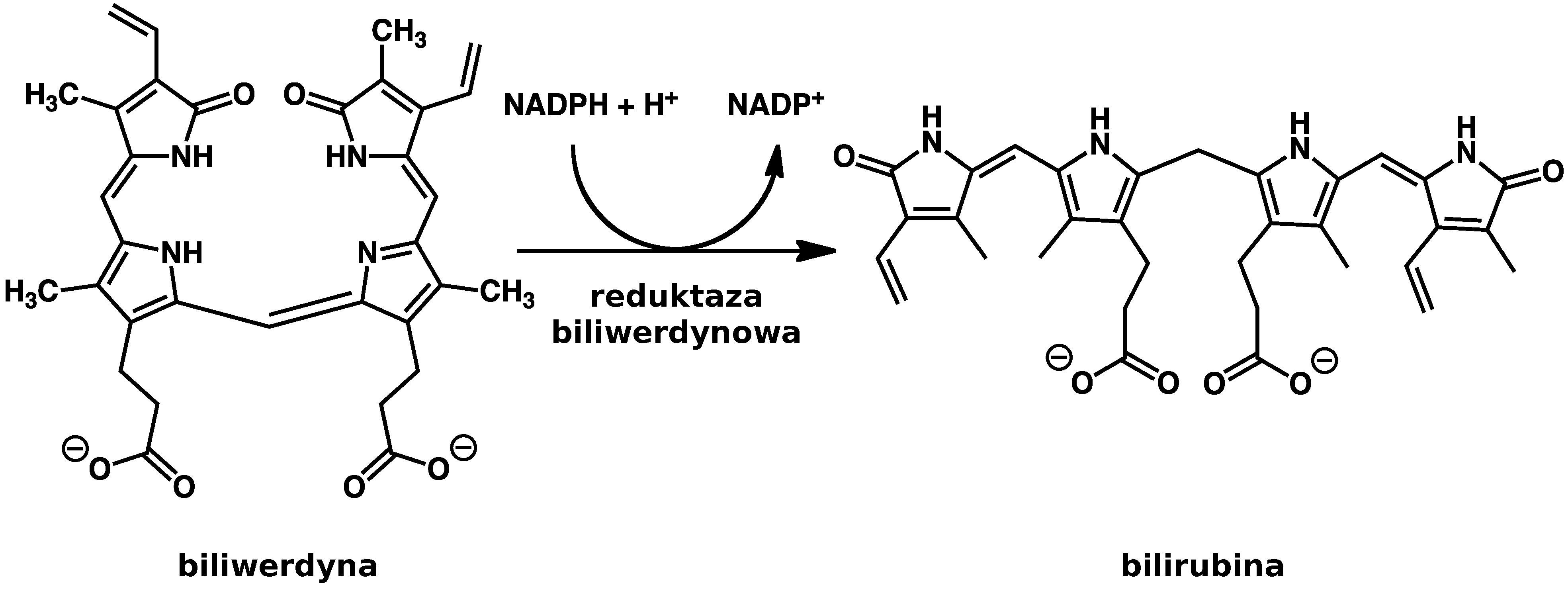
Schemat reakcji redukcji biliwerdyny do bilirubiny

U płazów, gadów i ptaków dobrze rozpuszczalna w wodzie biliwerdyna jest najczęściej ostatecznym produktem degradacji hemoporfiryn i to biliwerdyna jest wydalana z organizmu. U ssaków bilirubina jest jednym z głównych antyoksydantów obecnym w osoczu krwi i w błonach komórkowych.
Bilirubina jest związkiem słabo rozpuszczalnym w wodzie, stąd w osoczu krwi transportowana jest w połączeniu z białkiem – albuminą. Frakcja bilirubiny nietrwale związanej z albuminami nazywana jest bilirubiną wolną lub pośrednią. Bilirubina wolna nie przedostaje się do moczu, może jednak przenikać barierę krew-mózg i łożysko u ciężarnych.
Bilirubina wolna transportowana jest do wątroby, gdzie ulega dalszym przemianom do rozpuszczalnej w wodzie bilirubiny związanej (bezpośredniej), przez co traci zdolność przenikania bariery krew-mózg i łożyska. UDP-glukuronozylotransferaza sprzęga bilirubinę z kwasem glukuronowym (glukuronianem) w dwóch następujących po sobie reakcjach tworząc odpowiednio mono- i diglukuronid bilirubiny:

gdzie UDP-GT – UDP-glukuronozylotransferaza.
Bilirubina związana wydzielana jest aktywnie do żółci, skąd dalej trafia do jelita. Jest tam przekształcana w barwniki żółciowe – urobilinogeny (sterkobilinogeny) przy udziale enzymów bakteryjnych.
Szacuje się, że z 1 grama hemoglobiny powstaje 35 mg bilirubiny. 70–90% bilirubiny pochodzi z hemoglobiny starych erytrocytów niszczonych w układzie siateczkowo-śródbłonkowym. Pozostała część związana jest z nieefektywną erytropoezą w szpiku kostnym oraz degradacją pozostałych hemoprotein (mioglobina, cytochrom P450 i inne). Dzienne wytwarzanie bilirubiny przez dorosłego człowieka wynosi ok. 200–350 mg, u noworodków jest nawet 3-krotnie większe.

### Wpływ światła na bilirubinę
Bilirubina jest związkiem wrażliwym na działanie światła naturalnego i sztucznego. W czasie ekspozycji na światło dochodzi do jej izomeryzacji geometrycznej i utleniania. Reakcje te zależą od temperatury i zachodzą szybciej w 20–25 °C, niż w 4 °C.
Fotowrażliwość bilirubiny znalazła zastosowanie w leczeniu żółtaczek poprzez fototerapię, gdyż in vivo fotoizomery są łatwo usuwane z wątroby do żółci, z pominięciem reakcji sprzęgania z glukuronianem. W fototerapii noworodków donoszonych stosuje się światło niebieskie i białe, gdy stężenie bilirubiny wolnej wynosi 16–18 mg/dl (273,6 – 307,8 μmol/l).
W diagnostyce laboratoryjnej ekspozycja na światło może wpłynąć na wynik oznaczania bilirubiny, zaniżając jej stężenie, jeśli próbka nie była chroniona przed światłem.

### Wpływ leków na metabolizm bilirubiny[7]
Substancje pobudzające UDP-glukuronozylotransferazę zwiększają wydzielanie z żółcią glukuronidów bilirubiny i zmniejszają tym samym jej stężenie we krwi. Działanie takie wykazuje fenobarbital, stosowany z zapobieganiu i leczeniu żółtaczki noworodków. Istnieją również leki, które silnie hamują wymieniony enzym, zwiększając ryzyko żółtaczki, np. nowobiocyna.
Interakcja może również zachodzić na poziomie wiązania z albuminami, m.in. niesteroidowe leki przeciwzapalne mające silniejsze powinowactwo do białek osocza niż bilirubina powodują zwiększenie jej stężenia we krwi.
Chlorpromazyna oraz związki o działaniu anabolicznym i androgennym zaburzają procesy transportu glukuronidów bilirubiny w wątrobie, prowadząc do powstania żółtaczki zastoinowej.

## Bilirubina jako marker w diagnostyce laboratoryjnej
Bilirubina wykrywana jest we krwi zdrowych ludzi, u których całkowite stężenie w surowicy nie przekracza najczęściej 1 – 1,3 mg/dl (17,1 – 22,2 μmol/l). Stężenie to jest fizjologicznie wyższe u dzieci do 1 miesiąca życia, zwłaszcza u wcześniaków. U tych ostatnich prawidłowe stężenie może sięgać nawet do 16 mg/dl (273,6 μmol/l) w 3-5 dniu życia. Dokładne wartości referencyjne ustala laboratorium w zależności m.in. od stosowanej metodologii oraz wieku pacjenta.
Podwyższone stężenie bilirubiny określa się jako hiperbilirubinemię. U chorych bilirubina sprzężona może przenikać do moczu. Taki stan nazywa się cholurią.

### Przyczyny hiperbilirubinemii
Hiperbilirubinemia może być spowodowana zwiększonym wytwarzaniem bilirubiny (hiperbilirubinemia przedwątrobowa), zmniejszoną zdolnością do jej wychwytu i sprzęgania z glukuronianem (hiperbilirubienemia wątrobowa) lub też niezdolnością wydzielania bilirubiny do żółci (hiperbilirubiemia zastoinowa). Hiperbilirubinemię przedwątrobową cechuje obecność głównie bilirubiny wolnej, zaś zastoinową dominacja bilirubiny sprzężonej. W różnych patologiach wątroby stosunek między frakcjami wolną i sprzężoną jest różny i zależy od przyczyny choroby.
|               | dominacja frakcji wolnej | dominacja frakcji sprzężonej |
| ------------- | --- | --- |
| fizjologiczne | - niska aktywność glukuronozylotransferazy - u noworodków (żółtaczka noworodków) - rozprzęganie glukuronidów - u noworodków karmionych piersią - głodzenie ≥2 dni | |
| patologiczne  | - nadmierne wytwarzanie bilirubiny - niedokrwistości hemolityczne (m.in. reakcje poprzetoczeniowe, talasemie, hemoglobinopatie, sferocytoza, niedobór dehydrogenazy glukozo-6-fosforanowej, zatrucia, hemoliza polekowa) - niedokrwistości niedoborowe (nieefektywna erytropoeza towarzysząca niedoborom żelaza, witaminy B12 i kwasu foliowego) - wchłanianie krwiaka - upośledzony wychwyt bilirubiny przez wątrobę - leki - zespół Gilberta (niektóre przypadki) - upośledzone sprzęganie bilirubiny: defekt UDP-glukuronozylotransferazy - zespół Gilberta - zespół Criglera-Najjara obu typów - znaczne uszkodzenie wątroby - marskość wątroby - wirusowe i polekowe zapalenia wątroby | - zaburzenie transportu bilirubiny do kanalików żółciowych - uwarunkowane genetycznie defekty białek transportowych (zespół Dubina-Johnsona, zespół Rotora) - znaczne uszkodzenie wątroby (wirusowe i polekowe zapalenia wątroby) - mechaniczne zamknięcie dróg żółciowych - rak głowy trzustki i inne nowotwory uciskające drogi żółciowe - kamica żółciowa - zarośnięcie dróg żółciowych |

### Metody oznaczania bilirubiny[14]
Poziom bilirubiny można mierzyć oznaczając jej zawartość bezpośrednio we krwi lub z użyciem nieinwazyjnego, przezskórnego bilirubinometru.
Materiałem do badań laboratoryjnych jest surowica lub osocze krwi. Na analizatorach biochemicznych można oznaczać bezpośrednio bilirubinę całkowitą, bilirubinę wolną i bilirubinę sprzężoną.
Hijmans van den Bergh (1916) opracował reakcję z odczynnikiem dwuazowym Ehrlicha, która pozwoliła określić kolorymetrycznie stężenie bilirubiny sprzężonej (reagującej bezpośrednio) oraz całkowitej (po dodaniu metanolu jako rozpuszczalnika dla bilirubiny wolnej). Frakcję pośrednią (wolną) wyliczano z różnicy bilirubiny całkowitej i bezpośredniej. Modyfikacje tej metody to reakcja Evelyn-Malloy (1937) oraz reakcja Jendrassik-Grof (1938). W tej ostatniej zamiast alkoholu zastosowano kofeinę i benzoesan sodu, w obecności których bilirubina dysocjuje od albumin.
Aby bezpośrednio oznaczyć frakcje wolną i sprzężoną bilirubiny, wykorzystuje się zmodyfikowaną metodę Jendrassik-Grof, dokonując dwukrotnie pomiaru kolorometrycznego przy dwóch długościach fali (400 i 460 nm). Pierwszy pomiar pozwala określić stężenie bilirubiny całkowitej, drugi zaś wykorzystuje różnicę w molowej zdolności absorpcyjnej frakcji wolnej i sprzężonej.
Wysokosprawna chromatografia cieczowa (HPLC) pozwala rozdzielić bilirubinę na 4 frakcje:
- alfa – frakcja bilirubiny wolnej
- beta – frakcja bilirubiny sprzężonej (monoglukuronid bilirubiny)
- gamma – frakcja bilirubiny sprzężonej (diglukuronid bilirubiny)
- delta – frakcja bilirubiny sprzężonej, związanej kowalencyjnie z albuminami; nie występuje u osób zdrowych i pojawia się przy wysokich, utrzymujących się stężeniach bilirubiny sprzężonej; utrzymuje się we krwi ok. 2 tygodni

Metoda HPLC nie ma szerokiego zastosowania w rutynowej diagnostyce.
W niektórych analizatorach gazometrycznych istnieje możliwość oznaczania stężenia bilirubiny całkowitej. Materiałem do tych badań jest krew pełna, a pomiar dokonywany jest fotometrycznie przy kilku długościach fali.
W trakcie badania ogólnego moczu testuje się mocz na obecność bilirubiny oraz urobilinogenu. Bilirubina może krystalizować w moczu o kwaśnym pH, zwłaszcza po schłodzeniu, a jej kryształy są widoczne podczas analizy osadu moczu najczęściej w postaci żółto-brązowych igieł.

### Jednostki stężenia bilirubiny
Stężenie bilirubiny i jej frakcji wyraża się w jednostkach konwencjonalnych (mg/dl) lub w jednostkach SI (μmol/l):

1 mg/dl = 10 mg/l = 17,1 μmol/l.

## Rola bilirubiny w powstawaniu żółtaczek
Obecność bilirubiny w skórze powoduje jej charakterystyczne zażółcenie i towarzyszy np. wchłanianiu siniaka.
Żółtaczką nazywa się zażółcenie rozległych obszarów skóry, błon śluzowych i twardówek oczu. Dochodzi do niej, gdy stężenie bilirubiny całkowitej we krwi przekroczy 2 mg/dl–2,5 mg/dl (34,2 – 42,8 μmol/l), jednak nie ma korelacji między intensywnością zażółcenia skóry a stężeniem bilirubiny we krwi. Ponadto, u niemowląt wystąpienie klinicznej żółtaczki związane jest często z wyższym niż u dorosłych stężeniem bilirubiny (5–9 mg/dl, co odpowiada 85,5–153,9 μmol/l).
Wysokie stężenie bilirubiny wolnej, rzędu 20–25 mg/dl (342,0–427,5 μmol/l), może powodować żółtaczkę jąder podkorowych mózgu (łac. kernicterus) i jego toksyczne uszkodzenie.

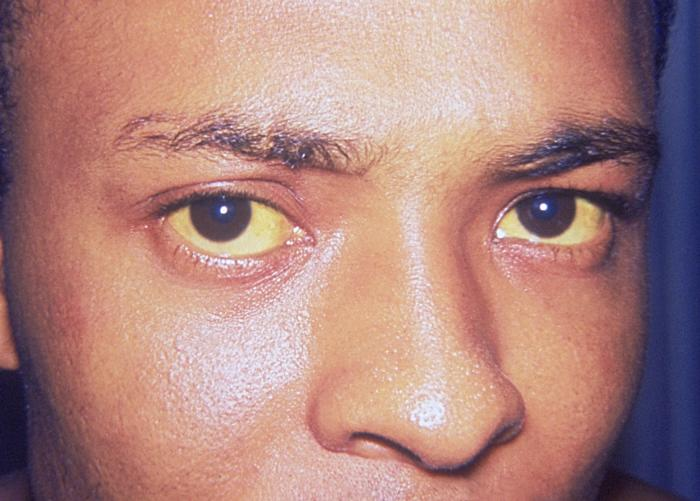
Charakterystyczne zabarwienie skóry i twardówki podczas żółtaczki
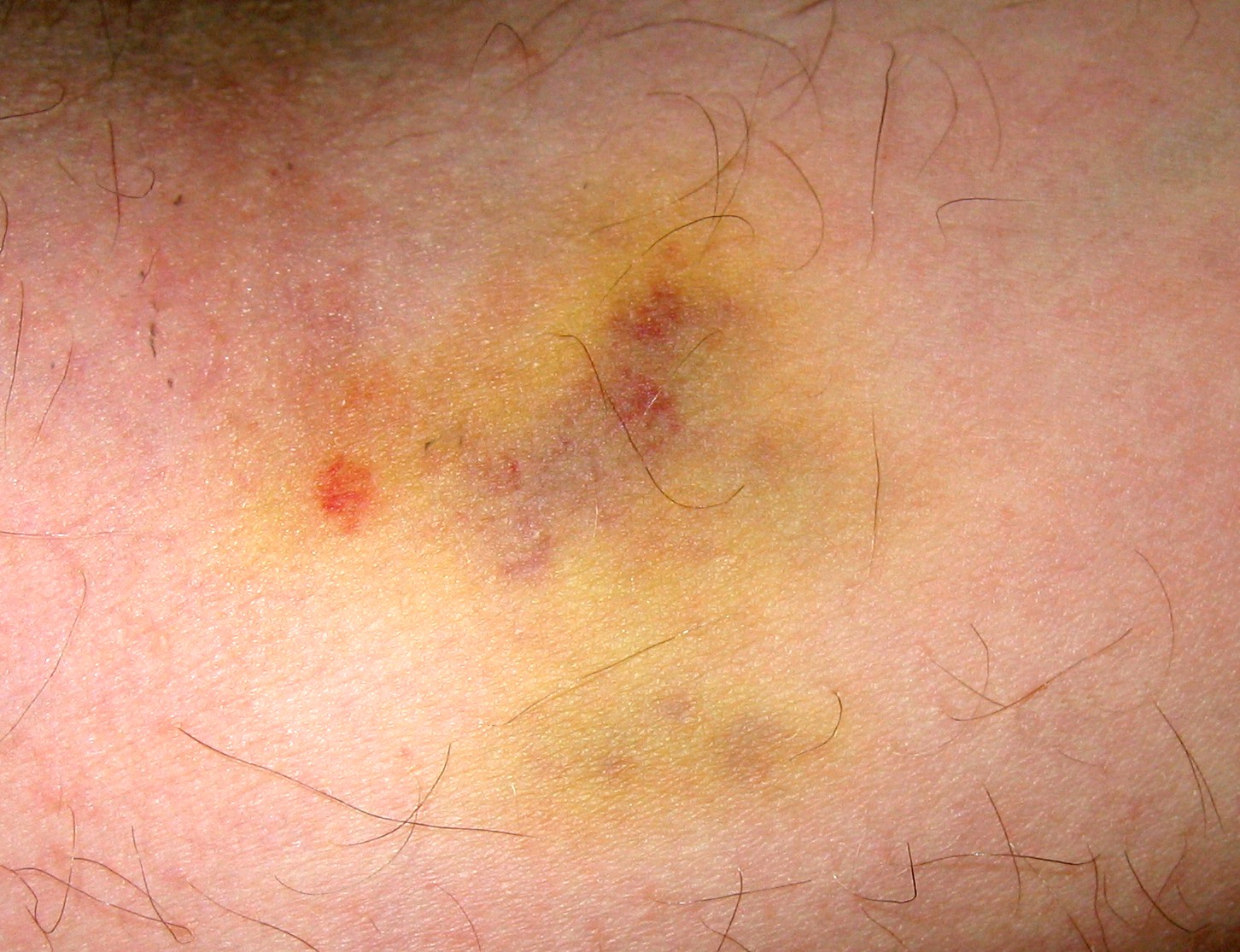
Żółto zabarwiony krwiak
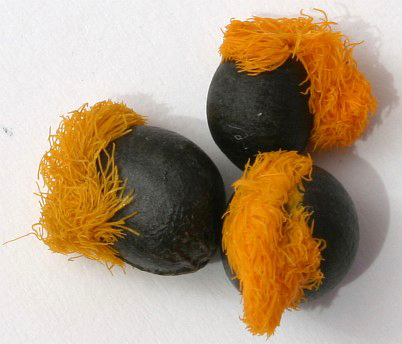
Frędzlowata osnówka strelicji zabarwiona bilirubiną

## Rola bilirubiny w powstawaniu kamieni żółciowych
Bilirubina wchodzi w skład kamieni żółciowych barwnikowych. Może dochodzić do wzrostu stężenia bilirubiny pośredniej w żółci wskutek zwiększonej produkcji przez wątrobę lub dekoniugacji pod wpływem bakteryjnej β-glukuronidazy w przebiegu przewlekłych zakażeń bakteryjnych dróg żółciowych.

## Bilirubina u roślin
We wrześniowym (2010) numerze HortScience ogłoszono wykrycie bilirubiny w osnówkach nasion strelicji królewskiej oraz Strelitzia nicolai, których jest głównym barwnikiem, a także w niewielkich ilościach w okwiecie tych gatunków.